# Kjell Venås
Kjell Venås, född 30 november 1927 i Hemsedal i Buskerud, död 7 mars 2018, var en norsk språkvetare.
Venås blev filosofie doktor 1967, docent 1970 och var från 1971 till 1997 professor i nordisk språkvetenskap vid universitetet i Oslo. Hans vetenskapliga produktion omfattar särskilt arbeten om nynorskan och norska dialekter (Norsk grammatikk. Nynorsk, 1990; Hallingmålet, 1977), språksociologi (Mål og miljø, 1982; 3 utg. 1991) och biografier över förgrundsfigurerna inom den norska språkstriden (For Noreg og Ivar Aasen. Gustav Indrebø i arbeid og strid (1984), I Aasens fotefar. Marius Hægstad (1992) och Då tida var fullkomen. Ivar Aasen (1996).
Venås var i många år aktiv i Norsk Språkråd med forskning och normering inom nynorskan. Han var ledamot av Det Norske Videnskaps-Akademi.